# Nätmönstrad tusenfotingssnok
Nätmönstrad tusenfotingssnok (Aparallactus lunulatus), är en ormart inom familjen stilettormar som tillhör släktet tusenfotingssnokar.

## Levnadssätt
Ormen är giftig, men normalt inte farlig för en människa. Vanligen blir den omkring 30–40 centimeter lång, men den kan nå upp till 54 centimeter. Kroppen är mörk eller svartaktig.

## Utbredning
Zimbabwe, södra Moçambique, nordöstra Sydafrikanska republiken, Swaziland, Zambia, delar av Kongo-Kinshasa, Ghana till Eritrea, Elfenbenskusten, Etiopien, Somalia, Centralafrikanska republiken, Kamerun, Botswana och Tanzania.

## Levnadssätt
Typisk terräng som i området Tete i Moçambique. Gräver ner sig i lös mark, under löv och grenar. fortplantningen är ovipar och honan lägger 3-4 ägg. Födan består av tusenfotingar och skorpioner.

### Tryckt litteratur
- The Wildlife of Southern Africa, 'N Volledige gids tot die slange van Suider-Afrika